# رابرت بار
رابرت بار (انگلیسی: Robert Bruce Barr؛ زادهٔ ۱۹۵۳) کارآفرین اهل ایالات متحده آمریکا است، که در سال ۱۹۹۶ شرکت لینکلن اینترنشنال را تأسیس کرد.